# Alicia Vikander
Alicia Amanda Vikander (n. 3 octombrie 1988, Johannebergs församling⁠(d), Gothenburg and Bohus County⁠(d), Suedia) este o actriță și dansatoare suedeză. A studiat la Școala Regală Suedeză de Balet, după care și-a început cariera de actriță apărând în scurt-metraje și seriale suedeze. A debutat în lumea filmelor de lung metraj cu apariția sa în filmul Pure (2010). A devenit de renume internațional în anul 2012 datorită rolului său în Anna Karenina. În 2016 a câștigat premiul Oscar pentru cea mai bună actriță în rol secundar datorită rolului său în filmul Daneza.

## Viața privată
Vikander trăiește în Londra. Din 2014 este împreună cu actorul Michael Fassbender.

## Filmografie

### Film
| An   | Titlu                            | Rol                 | Regizor          | Note               |
| ---- | -------------------------------- | ------------------- | ---------------- | ------------------ |
| 2006 | Standing Outside Doors           | Alicia              |                  | Scurtmetraj        |
| 2007 | Darkness of Truth                | Sandra Svensson     |                  | Scurtmetraj        |
| 2007 | The Rain                         | Dancer              |                  | Scurtmetraj        |
| 2008 | My Name is Love                  | Fredrika            |                  | Scurtmetraj        |
| 2009 | Susans längtan                   | Girl in Apartment   |                  | Scurtmetraj        |
| 2010 | Pure                             | Katarina            | Lisa Langseth    |                    |
| 2011 | Jeu de chiennes                  | The Swedish girl    |                  | Scurtmetraj        |
| 2011 | The Crown Jewels                 | Fragancia Fernandez | Ella Lemhagen    |                    |
| 2012 | A Royal Affair                   | Caroline Mathilde   | Nikolaj Arcel    |                    |
| 2012 | Anna Karenina                    | Kitty               | Joe Wright       |                    |
| 2013 | Hotell                           | Erika               | Lisa Langseth    |                    |
| 2013 | The Fifth Estate                 | Anke Domscheit-Berg | Bill Condon      |                    |
| 2014 | Testament of Youth               | Vera Brittain       | James Kent       |                    |
| 2014 | Son of a Gun                     | Tasha               | Julius Avery     |                    |
| 2014 | Seventh Son                      | Alice Deane         | Sergei Bodrov    |                    |
| 2015 | Ex Machina                       | Ava                 | Alex Garland     |                    |
| 2015 | Ingrid Bergman: In Her Own Words | Narrator            | Stig Björkman    | Documentary        |
| 2015 | The Man from U.N.C.L.E.          | Gaby Teller         | Guy Ritchie      |                    |
| 2015 | Burnt                            | Anne Marie          | John Wells       |                    |
| 2015 | The Danish Girl                  | Gerda Wegener       | Tom Hooper       |                    |
| 2016 | Jason Bourne                     | Agent Heather Lee   | Paul Greengrass  |                    |
| 2016 | The Light Between Oceans         | Isabel Sherbourne   | Derek Cianfrance | Completed          |
| 2017 | Tulip Fever                      | Sophia              | Justin Chadwick  | Completed          |
| 2017 | Submergence                      | Danielle Flinders   | Wim Wenders      | In post-production |
| 2018 | Tomb Raider                      | Lara Croft          | Roar Uthaug      |                    |

### Televiziune
| An      | Titlu               | Rol                     | Note            |
| ------- | ------------------- | ----------------------- | --------------- |
| 2002    | Min balsamerade mor | Ebba Du Rietz           | Television film |
| 2003    | The Befallen        | Drabbad Morker          | 1 episode       |
| 2005    | En decemberdröm     | Tony                    | 3 episodes      |
| 2007    | Levande föda        | Linda                   | Miniseries      |
| 2007–08 | Andra Avenyn        | Jossan Tegebrandt Björn | 39 episodes     |
| 2008    | Höök                | Katarina                | 2 episodes      |